# مدافع العام في الدوري الإيطالي
مدافع العام في الدوري الإيطالي (بالإيطالية: Migliore difensore)‏ كانت جائزة سنوية ينظمها اتحاد لاعبي كرة القدم الإيطاليين (AIC) في الفترة من 2000 إلى 2010 كجزء من حدث جوائز أوسكار ديل كالتشيو، والذي تم منحه للمدافع الذي يُعتبر أنه حقق أفضل أداء خلال موسم الدوري الإيطالي السابق.
منذ عام 2011، يتم اختيار أفضل المدافعين كجزء من جائزة فريق العام في الدوري الإيطالي ضمن حفل توزيع جوائز غران غالا ديل كالتشيو.

## الفائزين
| العام | اللاعب                      | النادي             |
| ----- | --------------------------- | ------------------ |
| 2000  | أليساندرو نيستا             | لاتسيو             |
| 2001  | أليساندرو نيستا             | لاتسيو             |
| 2002  | أليساندرو نيستا             | لاتسيو             |
| 2003  | أليساندرو نيستا             | ميلان              |
| 2004  | باولو مالديني               | ميلان              |
| 2005  | أليساندرو نيستا             | ميلان              |
| 2006  | فابيو كانافارو              | يوفنتوس            |
| 2007  | فابيو كانافارو              | يوفنتوس            |
| 2008  | ماركو ماتيراتزي             | إنتر ميلان         |
| 2009  | جورجيو كيلليني              | يوفنتوس            |
| 2010  | جورجيو كيلليني والتر صامويل | يوفنتوس إنتر ميلان |

### حسب النادي
| النادي     | اللاعبين | المجموع |
| ---------- | -------- | ------- |
| يوفنتوس    | 2        | 4       |
| ميلان      | 2        | 2       |
| لاتسيو     | 1        | 3       |
| إنتر ميلان | 2        | 2       |

## وصلات خارجية
- باللغة الإيطالية List of Oscar del Calcio winners on the AIC official website
- باللغة الإيطالية List of Gran Galà del Calcio winners on the AIC official website